# Ixtapaluca
Ixtapaluca (mot d'origine nahuatl) est l'une de 125 communes (municipios) de l'État de Mexico au Mexique.

## Géographie
Ixtapaluca confine au nord et à l'ouest à l'État de Puebla (Chicoloapan et Tlalmanalco), au sud à Chalco, au sud-ouest à La Paz, et à l'ouest à la commune de Texcoco.
Son chef-lieu est la Ville d'Ixtapaluca qui compte 511 000 habitants[Quand ?].